# Džjan Džja
Džjan Džja (kitajsko 戔甲) ali He Dan Džja (kitajsko 河亶甲), z osebnim imenom Dzi Dženg, je bil kralj Kitajske iz dinastije Šang. 

## Zapisi
V Zapisih Velikega zgodovinarja ga Sima Čjan navaja kot dvanajstega kralja dinastije Šang, ki je nasledil Bu Rena. Ustoličen je bil v letu gengšen v Aoju kot glavnem mest.  
V prvem letu svojega vladanja je svojo prestolnico preselil v Šjan. V tretjem letu vladavine je njegov minister Pengbo premagal Pija, ki se je uprl njegovemu očetu. V četrtem letu vladanja je znova napadel Modre barbare. V petem letu vladavine je Šjan zasedel Banfang, vendar sta ga kasneje porazila kraljeva ministra Pengbo in Vejbo. Vladal je devet let in po smrti dobil ime He Dan Džja. Nasledil ga je sin Dzu Ji.
Zapisi na orakeljskih kosteh, izkopanih v Jinšuju, omenjajo, da je bil enajsti kralj dinastije Šang, posmrtno imenovan Džjan Džja. Nasledil ga je brat Dzu JI.